# Hulín
Pour les articles homonymes, voir Hulin (homonymie).
Hulín (en allemand : Hullein) est une commune du district de Kroměříž, dans la région de Zlín, en Tchéquie. Sa population s'élevait à 6 414 habitants en 2025.

## Géographie
Hulín se trouve à 6 km au nord-est de Kroměříž, à 18 km au nord-ouest de Zlín et à 234 km à l'est-sud-est de Prague.
La commune est limitée par Břest et Němčice au nord, par Pravčice, Třebětice, Ludslavice et Kurovice à l'est, par Tlumačov, Kvasice et Střížovice au sud, et par Kroměříž et Skaštice à l'ouest.

## Histoire
La première mention écrite du village date de 1224.

## Administration
La commune se compose de trois sections :
- Chrášťany u Hulína
- Hulín
- Záhlinice

## Galerie

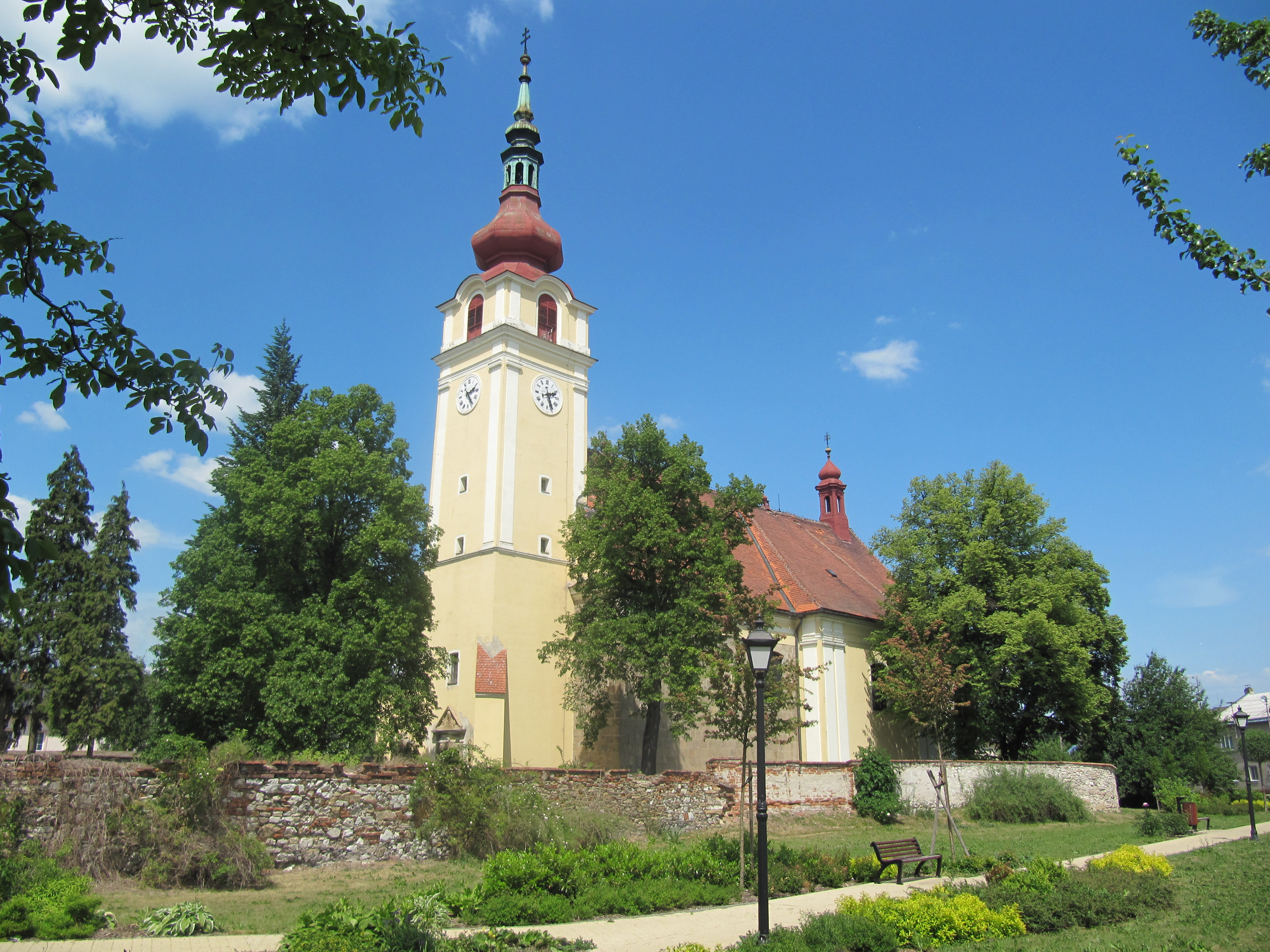
Église Saint-Venceslas.
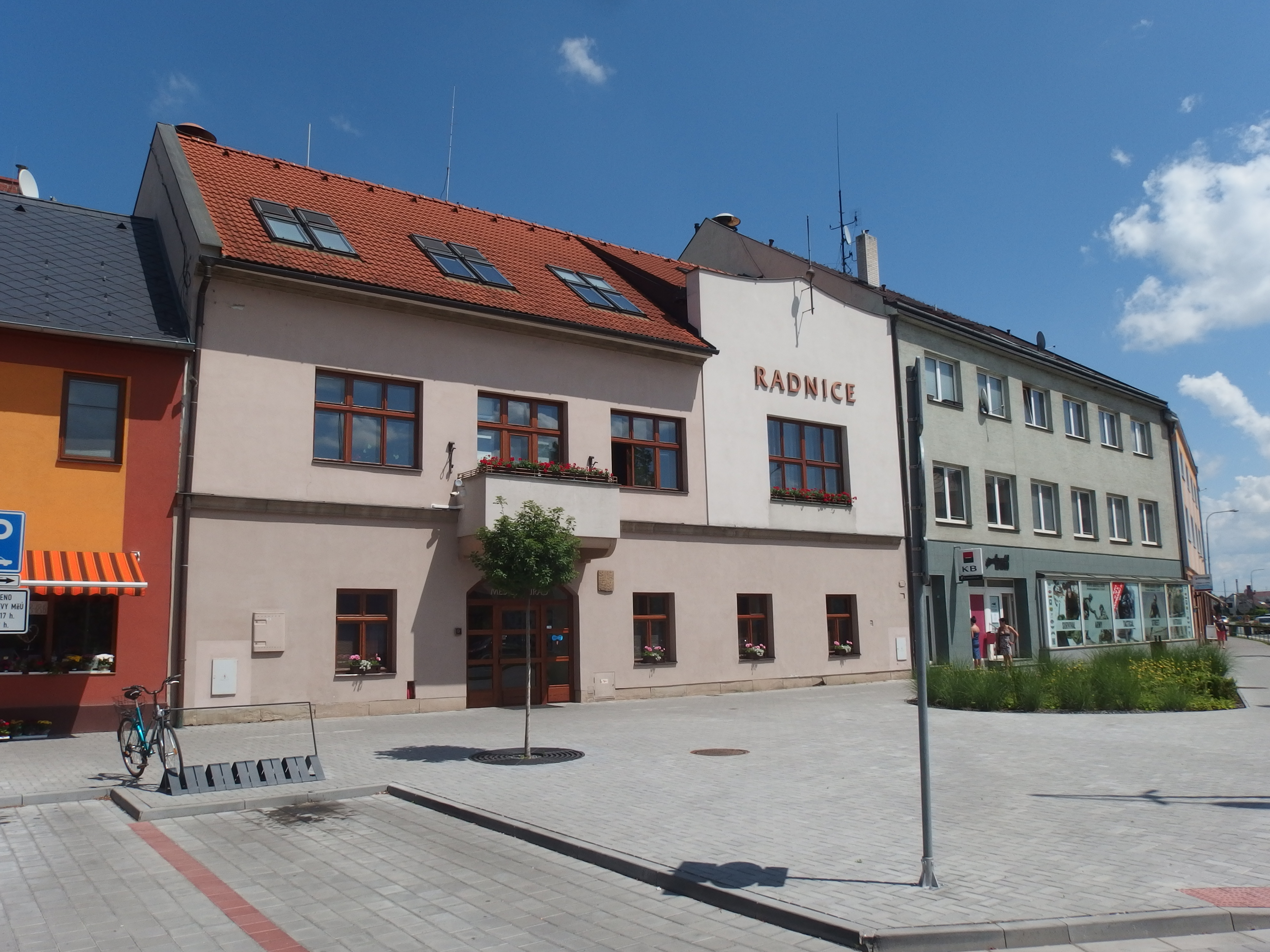
Hôtel de ville.

## Transports
Par la route, Hulín se trouve à 7 km de Kroměříž, à 27 km de Zlín, à 70 km de Brno et à 276 km de Prague.

## Personnalités
- Antonín Dostálek (1882-1938)
- Radek Drulák (1962-), footballeur
- Stanislav Hložek
- Josef Janáček (1925-1994)
- Zdeněk Nehoda (1952-), footballeur
- Vojtěch Rygal (1910-1948)
- František Zlámal
- Zdeněk Zlámal (1985-), footballeur

## Sources
- (cs) Cet article est partiellement ou en totalité issu de l’article de Wikipédia en tchèque intitulé « Hulín » (voir la liste des auteurs).